# Гютерсло (район)
Гю́терсло (нем. Gütersloh) — район в Германии. Центр района — город Гютерсло. Район входит в землю Северный Рейн-Вестфалия. Подчинён административному округу Детмольд. Занимает площадь 968 км². Население — 353,6 тыс. чел. (2010). Плотность населения — 365 человек/км².
Официальный код района — 05 7 54.
Район подразделяется на 13 общин.

## Города и общины
1. Гютерсло (96 203)
2. Реда-Виденбрюк (47 218)
3. Ритберг (28 805)
4. Шлос-Хольте-Штукенброк (26 105)
5. Ферль (25 047)
6. Харзевинкель (24 156)
7. Ферсмольд (21 030)
8. Халле (21 026)
9. Штайнхаген (19 829)
10. Херцеброк-Клархольц (16 077)
11. Вертер (11 412)
12. Боргхольцхаузен (8626)
13. Лангенберг (8084)

(30 июня 2010)